# Nachtfalter
Die Einteilung der Lebewesen in Systematiken ist kontinuierlicher Gegenstand der Forschung. So existieren neben- und nacheinander verschiedene systematische Klassifikationen. 
Das hier behandelte Taxon ist durch neue Forschungen obsolet geworden oder ist aus anderen Gründen nicht Teil der in der deutschsprachigen Wikipedia dargestellten Systematik.

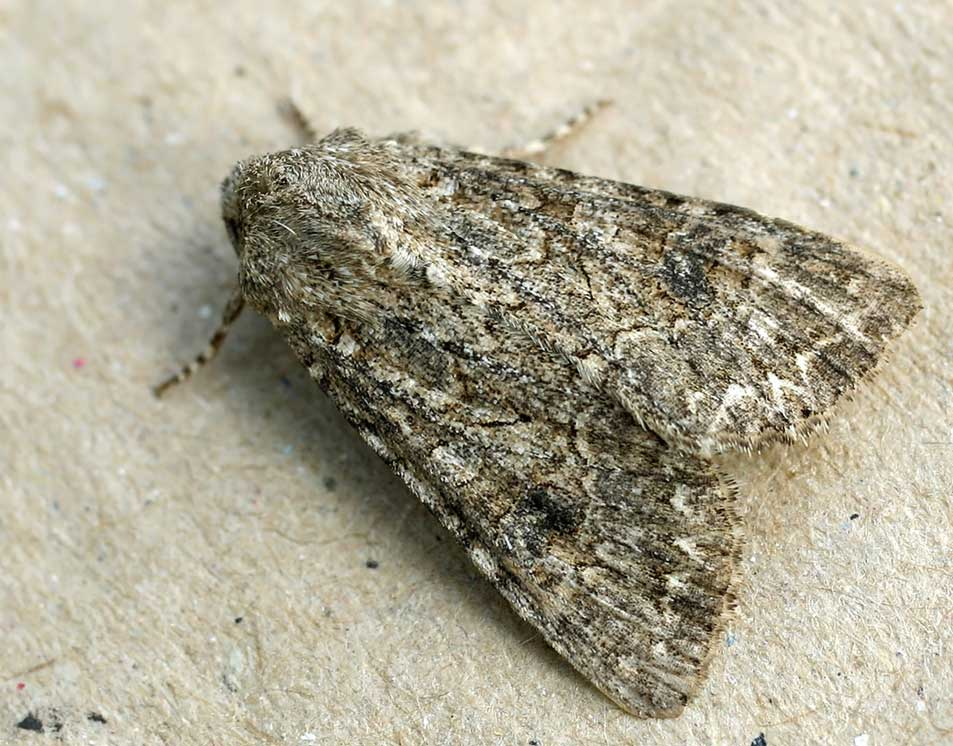
Meldenflureule; als Vertreter der Eulenfalter ein typischer Nachtfalter

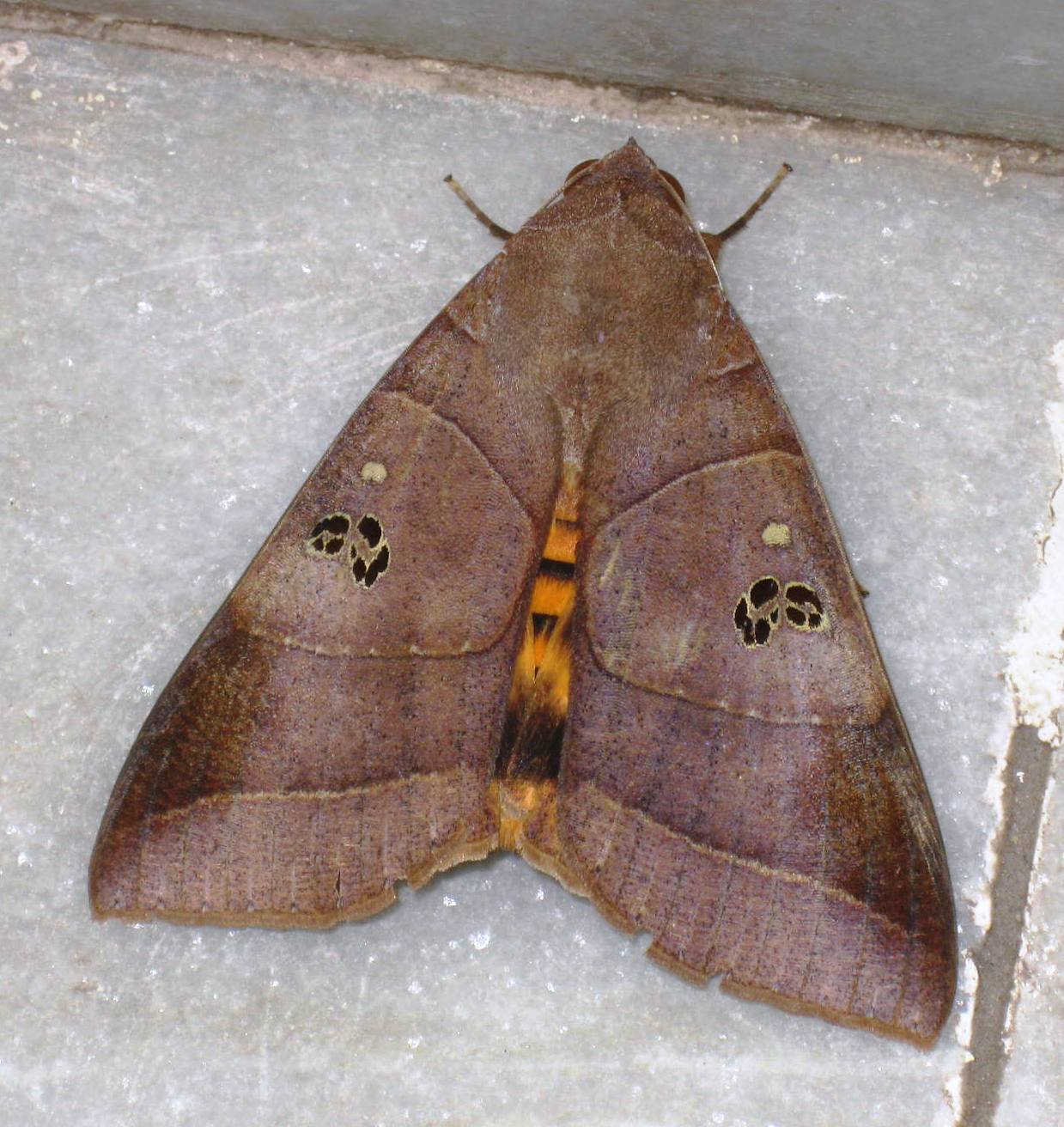
Ein Nachtfalter auf einem Marmorboden in Kolkata, Indien

Als Nachtfalter werden alle Vertreter der Schmetterlinge bezeichnet, die nicht zu den Tagfaltern gehören. Nachtfalter sind eine nach der Lebensweise und nach praktischen Erwägungen zusammengestellte Gruppe, sie bilden in der modernen biologischen Systematik keine natürliche Einheit (kein Taxon). Die Nachtfalter, umgangssprachlich, aber fachlich unkorrekt auch als Motten bezeichnet (Motten bezeichnet im biologischen Sinn verschiedene Kleinschmetterlingsfamilien), wurden traditionell eingeteilt in die Großschmetterlinge oder Macrolepidoptera und die Kleinschmetterlinge oder Microlepidoptera. Auch diese Gruppen bilden allerdings keine natürlichen Einheiten. Die moderne Systematik der Schmetterlinge unterscheidet stattdessen vier Unterordnungen, die Zeugloptera, Aglossata, Heterobathmiina und Glossata, wobei mehr als 99 Prozent der Arten, darunter auch alle Tagfalter und alle Großschmetterlinge, zu den Glossata gehören.
Die Gruppe der Nachtfalter, als systematische Gruppe traditionell auch Heterocera („Verschieden-Hörner“) genannt, wird als nicht-natürliche Gruppe bis heute aus rein pragmatischen Gründen oft noch verwendet und beibehalten. Die weltweit größte Sammlung von Nachtfaltern befindet sich im Museum Witt in München.

## Abgrenzung
Keineswegs sind alle Nachtfalter tatsächlich nachtaktiv, die Widderchen beispielsweise fliegen nur bei Sonnenschein; ein Bestimmungsbuch für den deutschsprachigen Raum zeigt 179 Arten tagaktiver Nachtfalter. Folgende Merkmale werden traditionell zur Abgrenzung herangezogen:
- Ausbildung der Fühler: Die Fühler der Tagfalter sind am Ende zu einer Keule verdickt, deshalb früher Rhopalocera oder „Knopfhörner“ genannt (Ausnahme: die Dickkopffalter). Bei Nachtfaltern sind alle möglichen Fühlerformen verwirklicht, oft fadenförmige, gesägte oder gefiederte. Allerdings gibt es auch Familien mit knopfförmiger Fühlerkeule.
- Färbung: Tagfalter sind oft leuchtend bunt und farbig. Die meisten Nachtfalter sind tarnfarben, oft braun, grau oder weißlich. Auch hier gibt es zahlreiche Ausnahmen.
- Koppelung der Flügel: Die meisten Nachtfalter besitzen einen besonderen Mechanismus, durch den Vorder- und Hinterflügel im Flug aneinander gekoppelt sind. Hierbei greift eine Borste, Frenulum genannt, in eine Retinaculum genannte, aus Häkchen bestehende Vorrichtung. Diese fehlt den Tagfaltern. Bei ihnen überlappen sich die Vorder- und Hinterflügel breit („amplexiforme“ Koppelung genannt) und werden dadurch gekoppelt. Es gibt allerdings eine Reihe von Nachtfaltern ohne Frenulum.
- Ruhehaltung: Die meisten Tagfalter lassen die Flügel in Ruhehaltung (außerhalb der Flugphasen) abgespreizt, oft über dem Rücken fahnenartig übereinander gelegt. Die meisten Nachtfalter falten die Flügel am Flügelgelenk zum Körper ein, so dass sie dachförmig über dem Hinterleib zusammenneigen oder flach auf dem Rücken ausgebreitet sind.
- Gestalt der Vorderbeine: Bei einigen Familien der Tagfalter sind die Vorderbeine klein und teilweise reduziert, sie werden beim Sitzen angelegt oder vorgestreckt und nicht mehr zum Laufen eingesetzt. Dies tritt bei Nachtfaltern seltener auf.
- Gestalt der Puppe: Bei den meisten Nachtfaltern ist das Puppenstadium in einen aus Seidenfäden bestehenden Kokon eingeschlossen. Tagfalter besitzen freie Puppen, die entweder am Hinterende mit Häkchen verankert frei hängen (Stürzpuppen) oder durch ein dünnes Seidenband befestigt sind (Gürtelpuppen).

## Traditionelle Systematik
Die Schmetterlinge sind sehr auffallende Insekten und haben so schon Jahrhunderte die Aufmerksamkeit von Naturforschern erregt. Die erste wissenschaftlich begründete Einteilung stammt vom Begründer der biologischen Taxonomie, Carl von Linné. Er unterschied anhand der Gestalt der Fühler, der Position der Flügel in Ruhelage und der Tag- oder Nachtaktivität drei Gruppen (von ihm als Gattungen gefasst): Papilio mit allen Tagfaltern, Sphinx und Phalaena mit den Nachtfaltern. Die sehr große und heterogene Gattung Phalaena (die heute, anders als die beiden anderen, taxonomisch nicht mehr in Gebrauch ist) unterteilte er in sieben Gruppen. Die neun Gruppen der Schmetterlinge Linnés sind, im Prinzip, heute noch als Überfamilien in Gebrauch: Papilionoidea für Papilio, Sphingoidea für Sphinx und Bombycoidea, Noctuoidea, Geometroidea, Tortricoidea, Pyraloidea, Tineoidea und Alucitoidea für die sieben Gruppen von Phalaena.
Linnés Schüler und Nachfolger, vor allem Johann Christian Fabricius und Pierre André Latreille, erweiterten sein System, änderten aber zunächst aufgrund seiner hohen Autorität die grundlegenden Kategorien nicht ab. Für die höhere Systematik bedeutsam wurde das Werk von Gottlieb August Herrich-Schäffer (1799–1874). Die auf Herrich-Schäffer und andere Taxonomen des 19. Jahrhunderts zurückgehende Systematik blieb bis ins frühe 20. Jahrhundert verbindlich.
Nach der klassischen, nunmehr veralteten Systematik wurde der Ausdruck Heterocera für die Nachtfalter entweder für alle oder für die „Phalaenae“ (die Linnés „Gattung“ Phalaena entsprachen, oft aber die „Sphinges“, also die Linné’sche Gattung Sphinx, mit umfasste) verwendet; beides war mehr oder weniger das, was umgangssprachlich als Motten bezeichnet wurde.
Die Nachtfalter umfassen etwa 91 Prozent der Schmetterlingsarten (die Überfamilie Papilionoidea, die neben allen Tagfaltern auch die kleine Familie Hedylidae der „Nachtfalter“ enthält, die anderen 9 Prozent). Es handelt sich um 118 Familien. Zu den Nachtfaltern werden unter anderem folgende Familien gezählt:
- Bärenspinner (Arctiidae)
- Birkenspinner (Endromidae)
- Eulenfalter (Noctuidae)
- Fensterfleckchen (Thyrididae)
- Glucken (Lasiocampidae)
- Wiesenspinner (Lemoniidae)
- Pfauenspinner (Saturniidae)
- Sichelflügler (Drepanidae)
- Prozessionsspinner (Thaumepoeidae)
- Trägspinner (Lymantriidae)
- Schwärmer (Sphingidae)
- Spanner (Geometridae)
- Widderchen (Zygaenidae)
- Zahnspinner (Notodontidae)

## Bedrohung
Nach einer von der Landesanstalt für Umwelt Baden-Württemberg (LUBW) beauftragten Zählung und im Vergleich von Daten aus zwei Zeitfenstern (1970–2000 und 2001–2020) konnten 113 der im deutschen Bundesland Baden-Württemberg historisch belegten Nachtfalterarten auf den untersuchten Flächen nach 2000 nicht wiedergefunden werden. Laut den erhobenen Daten ging dabei die Zahl von Einzel-Exemplaren von Nachtfaltern um 25 % zurück, hier handelt es sich um eine sehr vorsichtige Schätzung, da in historischen Aufzeichnungen die Angaben zu den Individuenzahlen vielfach ungenau waren und nur aus 14 der 25 Probeflächen verwertbar waren. Aus diesem Grund lag der Schwerpunkt der Untersuchung in der Erfassung des Arteninventars und nicht in der Individuenstärke der Arten. Gleichzeitig wurden – meist infolge der menschengemachten Erderwärmung („Klimawandel“) – 65 neue Arten registriert, bei denen es sich allerdings meist um weniger anspruchsvolle gehölzbewohnende Arten handelt, die von den spürbar höheren Temperaturen profitieren. Ihre Zunahme darf über den zunehmend schlechten Zustand der Offenland-Biotope nicht hinwegtäuschen! Die Gesamt-Entwicklung bedeutet unwiederbringliche Verluste von Arten mit genetischen Anpassungen an die lokalen Gegebenheiten. Insgesamt war demgemäß die Artenvielfalt in den untersuchten Flächen seit 2001 und im Vergleich zu den Jahren 1971 bis 2000 um durchschnittlich 12 % zurückgegangen. Hauptursachen sind Biotopverlust, intensive Landwirtschaft (Stickstoff-Überdüngung, Pestizide, monotone Agrarlandschaften) und Klimawandel. Die Ergebnisse wurden in einem Doppelband veröffentlicht. Für die breite Öffentlichkeit wurde das Nachtfalter-Monitoring allgemeinverständlich auf einer Website mit zahlreichen Grafiken aufbereitet.

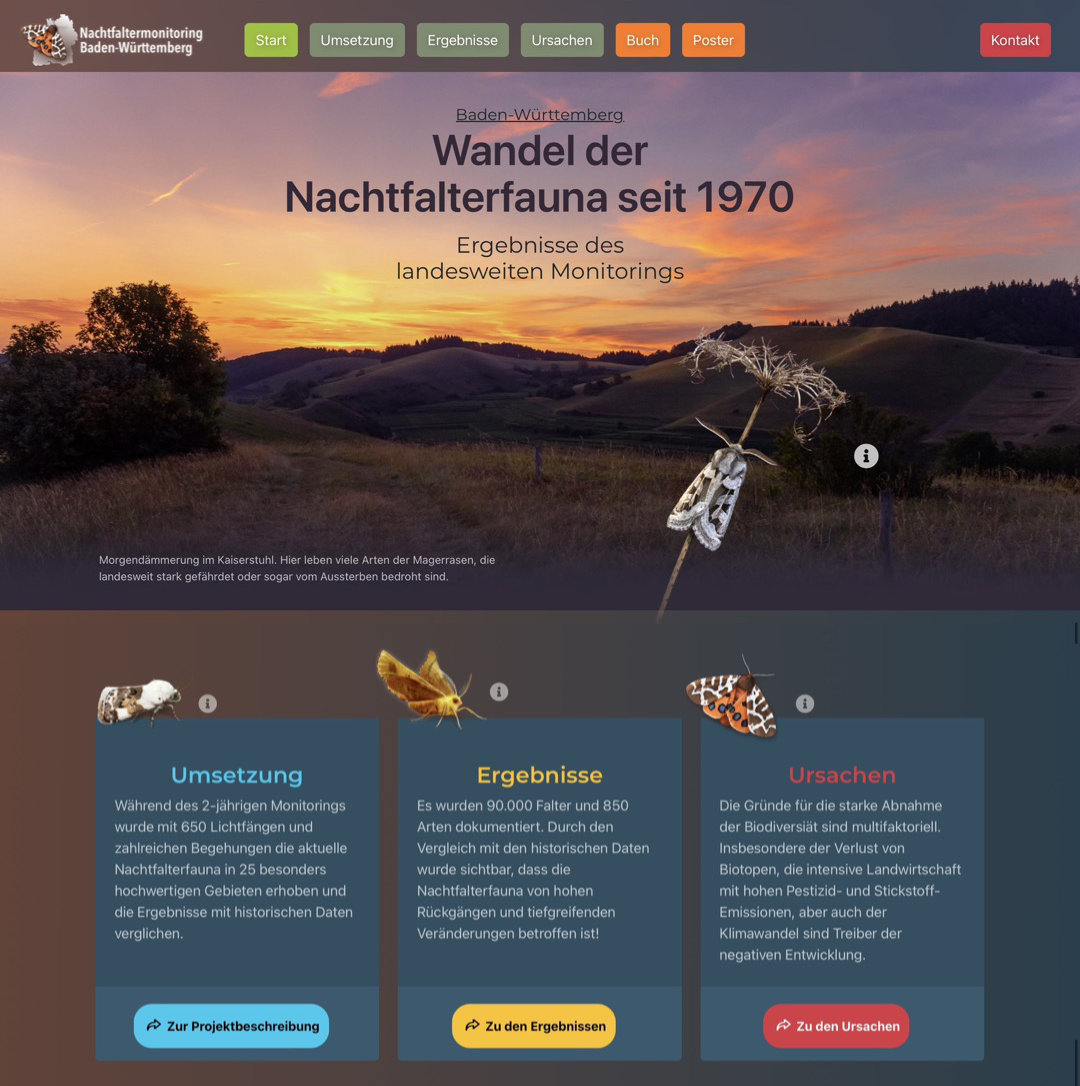
Website über das Nachtfalter-Monitoring in Baden-Württemberg